# Lokia modesta
Lokia modesta är en trollsländeart som först beskrevs av Friedrich Ris 1910.  Lokia modesta ingår i släktet Lokia och familjen segeltrollsländor. IUCN kategoriserar arten globalt som otillräckligt studerad. Inga underarter finns listade i Catalogue of Life.